# Serge Akakpo
Serge Ognadon Akakpo (* 15. Oktober 1987 in Lomé) ist ein togoisch-beninisch-französischer ehemaliger Fußballspieler. Der rechte Verteidiger stand zuletzt beim türkischen Drittligisten Elazigspor unter Vertrag.

## Karriere

### Verein
Akakpo wurde als Jugendlicher von AJ Auxerre unter Vertrag genommen, bei dem er bis Ende 2008 aber fast ausschließlich in Jugend- und Reserve-Teams spielte. In der Winterpause 08/09 wechselte er zum rumänischen Erstligisten FC Vaslui. Hier kam er bei 13 Erstliga- und einem Europapokalspiel zum Einsatz.
Zum Sommer 2015 wechselte Akakpo in die 2. türkische Liga zu 1461 Trabzon. Für die Rückrunde der Saison 2015/16 lieh ihn der Verein an Trabzonspor, seinem Mutterverein aus. Im Sommer 2016 wurde er an den Zweitligisten Gazişehir Gaziantep FK abgegeben. Nach der anschließenden Zeit bei Arsenal Kiew fand er seinen letzten Verein in Elazigspor.

### Nationalmannschaft
International gehörte Akakpo zuerst diversen Jugendauswahlen Frankreichs an und wurde 2004 mit Les Bleus U-17-Europameister. Nach einem Spiel für die B-Auswahl Benins entschloss er sich zu einer Fortsetzung seiner Karriere im A-Team seines Geburtslandes Togo, wo er seit 2008 zu den Stammspielern auch in der Qualifikation zur Weltmeisterschaft 2010 gehörte.
Akakpo wurde in den Kader der togoischen Auswahl für die Fußball-Afrikameisterschaft 2010 in Angola berufen. Während der Anreise am 8. Januar 2010 wurde der Team-Bus kurz nach der Einreise hinter der angolanisch-kongolesischen Grenze in der Exklave Cabinda in der Nähe des Lagoa Massabi von Rebellen einer Fraktion der FLEC überfallen. Dabei wurden zwei Menschen getötet und mehrere Teammitglieder verletzt, darunter neben dem Torhüter Kodjovi Obilalé auch Akakpo. Beide Spieler schwebten jedoch zu keiner Zeit in akuter Lebensgefahr.